# Agapito Mba Mokuy
Agapito Mba Mokuy (Bidjabidjan, 10 de marzo de 1965) es un político ecuatoguineano, miembro del Partido Democrático de Guinea Ecuatorial (PDGE) y exfuncionario de la Unesco. Desde 2012 hasta 2018 fue Ministro de Asuntos Exteriores y Cooperación Internacional de Guinea Ecuatorial.

## Formación
Agapito Mba Mokuy tiene un máster en Administración de Negocios de la Universidad de Bangkok y una licenciatura en economía agraria de la Universidad Estatal de Louisiana, además de un Certificado de Estudios en Comunicación para el Desarrollo en el Instituto de San Diego, en California. Un políglota, habla fluido el español, francés, inglés, portugués y fang.

## Carrera profesional
Agapito Mba Mokuy fue consultor sobre cuestiones económicas en el Programa de las Naciones Unidas para el Desarrollo en 1991 y también jefe de servicio administrativo y finanzas en la empresa Segesa.
Después trabajó durante casi 20 años en la Unesco, primero en su oficina de Bangkok (6 años) y después en la oficina central de París.

## Carrera política
Miembro del Buró Político del Partido Democrático de Guinea Ecuatorial (PDGE) desde 2010, Agapito Mba Mokuy es asesor del partido en política internacional y miembro de la comisión de seguimiento de Kie-Ntem, su provincia natal.
En 2010, fue nombrado asesor del presidente Teodoro Obiang en asuntos africanos y desempeñó un papel muy activo durante la presidencia de la Unión Africana ocupada por Guinea Ecuatorial desde enero de 2011 hasta enero de 2012. Desde 2012 hasta 2018 fue Ministro de Asuntos Exteriores y Cooperación Internacional de Guinea Ecuatorial y en 2015 fue nombrado como Presidente del Comité Organizador de todos los eventos principales que ha albergado Guinea Ecuatorial: la cumbre de jefes de Estado y de Gobierno de la Unión Africana en 2014, la cumbre de África, el Caribe y el Pacífico (ACP), la cumbre de África y Sudamérica (ASA) en 2013 y la Conferencia Internacional sobre el virus Ébola en 2015. Dejó el cargo en 2018.
Fue el artífice de la validación del Premio Internacional UNESCO - Guinea Ecuatorial para la investigación en ciencias de la vida en 2012.
También fue bajo su dirección que Guinea Ecuatorial se adhirió a la Comunidad de Países de Lengua Portuguesa (CPLP) en 2014, después de seis años de negociaciones estancadas.
En 2016 fue candidato a Presidente de la Comisión de la Unión Africana.
En noviembre de 2019 fue elegido Presidente del Consejo Ejecutivo de la UNESCO para un mandato de dos años.